# 副機師冰川
73°11′S 164°22′E / 73.183°S 164.367°E
副機師冰川是南極洲的冰川，位於維多利亞地的博克格雷溫克海岸，流經奧弗洛德火山西坡和南坡，最終注入飛行員冰川，由新西蘭探險隊命名。